# Acácio Botado
D. Acácio Botado, Bispo de Sigüenza, foi um clérigo português.

## Família
Descendente de João Martins Botado, Juiz das Sisas de Torres Vedras, que vivia nos meados do século XV, a pessoa mais antiga que com este Apelido se encontra nos Nobiliários.

## Biografia
Capelão-Mor da Rainha e Imperatriz D. Isabel de Portugal, mulher do Rei D. Carlos I de Espanha e Imperador Carlos V do Sacro Império Romano-Germânico, e Bispo de Sigüenza.